# Вадома
Вадома (англ. Vadoma или англ. Wadoma), также дома (англ. Doma), ед. числ. мудома (англ. Mudoma) — народность (племя), живущая на севере Зимбабве, преимущественно в районах Урунгве и Сиполило в долине реки Замбези. Имеет минимальные контакты с окружающим этническим большинством банту.

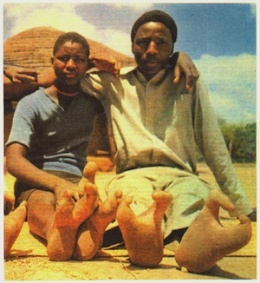
Представители племени вадома с эктродактилией

Некоторые представители этого народа характеризуются генетической особенностью, именуемой эктродактилия, при которой три средних пальца ноги отсутствуют, а два крайних пальца повёрнуты внутрь. В силу этой особенности членов племени прозвали «двупалыми» или «страусоногими».
Названная особенность наследуется аутосомно-доминантно.
Члены племени с такими изменениями не рассматриваются как неполноценные люди и хорошо интегрированы в структуру племени. Возможно, что наличию аномалии способствует и социальная структура племени ввиду ограниченности генофонда вадома и семейных норм внутриплеменного права, которые запрещают заключать браки за пределами племени.
Племя вадома — наглядный пример генетических последствий изоляции малых групп населения в виде генетических дефектов и мутаций как следствия инбридной депрессии. В связи с племенной изоляцией Вадома, явления эктродактилии будут существовать и развиваться у них и впредь, а из-за сравнительно небольшого генофонда аномалия будет появляться гораздо чаще, чем в других местах.
У народности каланга из Калахари также имеется определённое число представителей с эктродактилией, возможно, по тем же причинам.